# للو (استونی)
للو (به لاتین: Lelu) یک منطقهٔ مسکونی در استونی است که در دهستان کاینا واقع شده‌است.